# Hainesia rubi
Hainesia rubi är en svampart som först beskrevs av Westend., och fick sitt nu gällande namn av Pier Andrea Saccardo 1884. Hainesia rubi ingår i släktet Hainesia, klassen Leotiomycetes, divisionen sporsäcksvampar och riket svampar.   Inga underarter finns listade i Catalogue of Life.